# Władysław Czartoryski

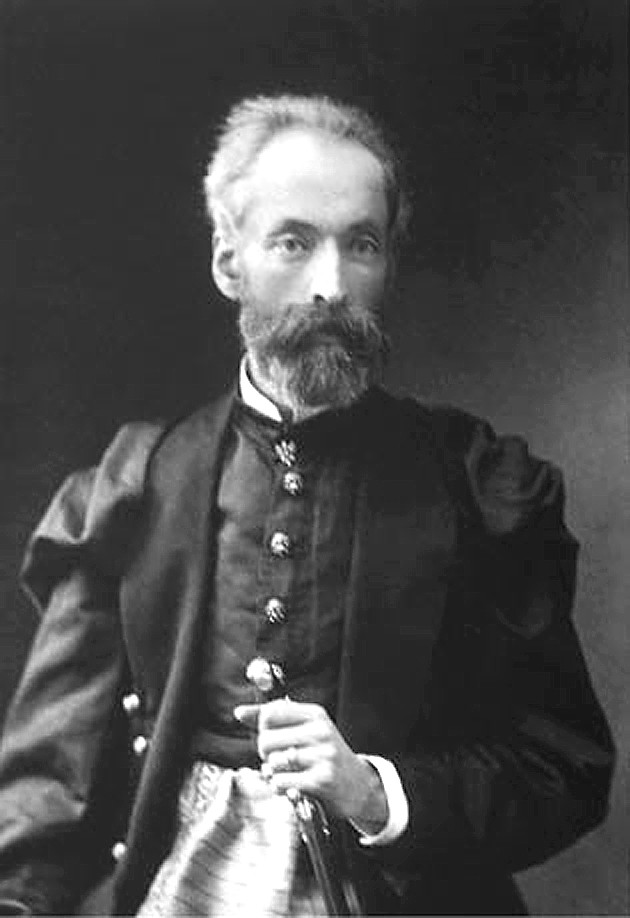
Władysław Czartoryski

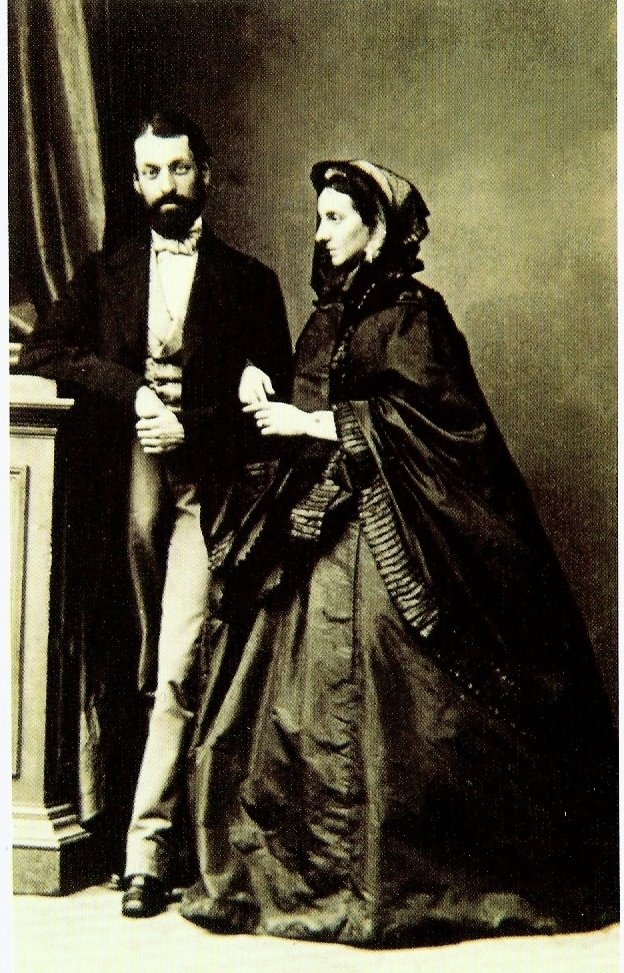
Czartoryski met zijn eerste vrouw Maria Amparo

Władysław (Ladislaus) vorst Czartoryski (Warschau, 3 juli 1828 - Boulogne-sur-Seine, 23 juni 1894) was een Pools edelman en grondlegger van het Czartoryski Museum in Krakau.

## Biografie
Czartoryski was lid van de vorstelijke familie Czartoryski en een zoon van de Russische minister van Buitenlandse Zaken en latere Poolse regeringsleider Adam Jerzy vorst Czartoryski (1770-1861) en Anna prinses Sapieha-Kodenska (1798-1864). Hij trouwde in 1855 met Maria Amparo (1834-1864), dochter van Maria Christina van Bourbon-Sicilië (1806-1878), koningin van Spanje, en haar tweede echtgenoot Fernando Muñoz y Sanchez. In 1872 trouwde hij met Marguerite prinses d'Orléans (1846-1893), dochter van de hertog van Nemours. Uit het eerste huwelijk werd een zoon geboren, uit het tweede huwelijk werden twee zonen geboren.
Czartoryski was net als zijn vader leider van de Hôtel Lambertbeweging, een Poolse oppositiepartij in ballingschap en genoemd naar het Parijse hôtel dat zijn vader in 1843 had verworven. (Nazaten Czartoryski verkochten het hôtel in 1975 aan baron Guy de Rothschild (1909-2007), echtgenoot van socialite Marie-Hélène barones van Zuylen van Nyevelt van de Haar.)
Czartoryski werd eigenaar van de enorme kunstcollectie die door zijn familie in de loop der tijden was opgebouwd. Hij bracht de collectie in 1878 onder in het Czartoryski Museum in Krakau. Deze collectie werd in 1939 in beslag genomen en na de Tweede Wereldoorlog beheerd door de Poolse staat. In 1991 werd door het Poolse hooggerechtshof besloten dat de collectie moest worden teruggegeven aan de rechtmatige eigenaar, Adam Karol vorst Czartoryski (1940), een achterkleinzoon van Ladislaus. Hij richtte in 1991 de Princes Czartoryski Foundation op die de collectie beheert.